# 퓔베르 율루
아베 퓔베르 율루(프랑스어: Abbé Fulbert Youlou, 1917년 7월 19일 ~ 1972년 5월 6일)는 평신도화된 브라자빌-콩고 로마 가톨릭 사제, 민족주의 지도자, 정치인으로 콩고 공화국의 초대 대통령이 되었다.
1960년 8월, 그는 그의 나라를 독립으로 이끌었다. 1960년 12월 그는 브라자빌에서 대륙간 회의를 조직하여 경제적 자유주의의 이점을 칭찬하고 공산주의를 비난했다. 3년 후, 그는 권력을 떠났다. 1963년 8월 율루는 단일 정당 체제를 도입하고 노조 지도자들을 투옥했을 때 북부로부터 많은 사람들을 실망시켰다. 샤를 드골은 그를 경멸했고 프랑스는 그를 돕기를 거부했다. 그는 자신의 통치에 대한 압도적인 반대에 부딪혀 사임했다.

## 어린 시절 및 서품
율루는 1917년 6월 9일 풀주의 마디부에서 태어났다. 3남매 중 막내였던 그는 콩고의 라리족이었다. 그는 9살 때 세례를 받고 퓔베르라는 기독교 이름을 받았다. 1929년에 그는 브라자빌의 쁘띠 세미니어에 입학했다. 총명한 학생이었던 그는 카메룬의 아코노로 보내져 중등 공부를 마쳤다. 그 후, 그는 야운데의 세미네어 대학교에 입학하여 철학을 매우 잘했다. 그곳에서 그는 우방기샤리의 미래 민족주의 지도자이자 중앙아프리카 공화국의 초대 총리인 바르텔레미 보간다와 카메룬의 초대 국가원수인 앙드레마리 음비다를 만났다.
귀국 후, 그는 음바무 신학교에서 가르쳤으며, 이후 신학 공부를 마치기 위해 가봉 리브르빌로 갔다. 그는 브라자빌에서 마지막 연구 사이클을 마쳤다. 풀베르 율루는 1946년 6월 9일 또는 1949년에 사제 서품을 받았다. 그는 생프랑수아 드 브라자빌 교구로 배정되어 여러 청소년 단체, 스포츠 활동 및 가톨릭 단체를 지도하였다. 그는 종합병원과 교도소도 취재했다.